# Семьянка
Семьянка — река в России, протекает в Воротынском районе Нижегородской области. Исток реки в урочище Малиновка, юго-восточнее села Огнёв-Майдан в 7 км к юго-востоку от Воротынца. Устье реки находится в 6 км по левому берегу реки Сура. Длина реки составляет 17 км, площадь бассейна — 73 км².
Всего имеет 4 притока длиной менее 10 км, на водосборе 2 пруда. Общее направление реки — северное. С севера и северо-востока бассейн р. Семьянка граничит с бассейном реки Сура, с юго-востока — с бассейном реки Белавка, с юга и запада — с бассейном реки Огнёвка и её притоками. Водосбор реки, как и вся нижегородская лесостепь, давно освоен, плотно населен. Большую часть территории занимают сельскохозяйственные угодья, леса фрагментированы, сохранились в основном на склонах. Первичные дубравы сменились мелколиственными лесами. Ландшафт региона лесостепной. Территория представляет собой равнину, расчленённую густой овражно-балочной сетью с глубиной до 15—20 метров. Рельеф участка ровный, спокойный с общим уклоном в юго-восточном направлении с отметками от 98,6 до 99,1 метров над уровнем моря. Долина реки трапецеидальная, асимметричная. Ширина долины около 1,4 км. Склоны долины пологие, распаханы. Пойма реки асимметричная, двухсторонняя, неровная, высота поймы над меженным уровнем до 1,5 м. Ширина поймы около 70 м. Пойма покрыта луговой растительностью и кустарником.
Берега обрывистые, заросшие травянистой и кустарниковой растительностью. В верхнем и среднем течении река протекает по дну оврага, частично покрытого лесом. В русле оврага прослеживаются небольшие участки, заполненные водой (старицы). По склонам и дну оврага в северо-восточном направлении происходит сток поверхностных вод в период весеннего снеготаяния. В среднем течении средняя ширина водотока составляет 1,5—2,5 м, глубина — 0,2—0,5 м. Средняя скорость течения — 0,1—0,2 м/с. Грунт песчаный, местами заиленный. В нижнем течении для пропуска стока реки под автодорогой М-7 заложены две металлические водопропускные трубы, в результате чего русло реки Семьянка искусственно делится надвое, правое русло канализовано. В результате перегораживания русла выше дороги образовался подпор воды. Ширина русла по урезу достигает 37 м, в створе трассы — 17 м. Максимальные глубины достигают 2,3 м.
Водная растительность представлена элодеей, валлиснерией; прибрежная — осоками, рогозом. Степень зарастания — низкая. Весенний ледоход (вскрытие реки) начинается примерно 11 апреля (самое раннее — 26 марта, а позднее — 27 апреля). Полностью она очищается ото льда примерно 17 апреля (самое раннее 3 апреля, позднее — 3 мая). Река замерзает (начало ледостава) — в среднем 18 ноября (самое раннее — 24 октября, позднее — 7 декабря). Наивысший уровень воды наблюдается обычно во второй и начале третьей декады апреля.

## Данные водного реестра
По данным государственного водного реестра России относится к Верхневолжскому бассейновому округу, водохозяйственный участок реки — Сура от устья реки Алатырь и до устья, речной подбассейн реки — Сура. Речной бассейн реки — (Верхняя) Волга до Куйбышевского водохранилища (без бассейна Оки).
Код объекта в государственном водном реестре — 08010500412110000040438.